# Trofeo Alfredo Di Stéfano
De Trofeo Alfredo Di Stéfano (TADS) is een voetbalprijs die wordt uitgereikt door de Spaanse sportkrant Marca aan de beste speler van de Primera División. De trofee is vernoemd naar de legendarische spits Alfredo Di Stéfano, die tussen 1953 en 1966 voor Real Madrid en Espanyol 227 goals scoorde in 329 wedstrijden. De prijs werd voor het eerst toegekend na het seizoen 2007/08.

## Winnaars

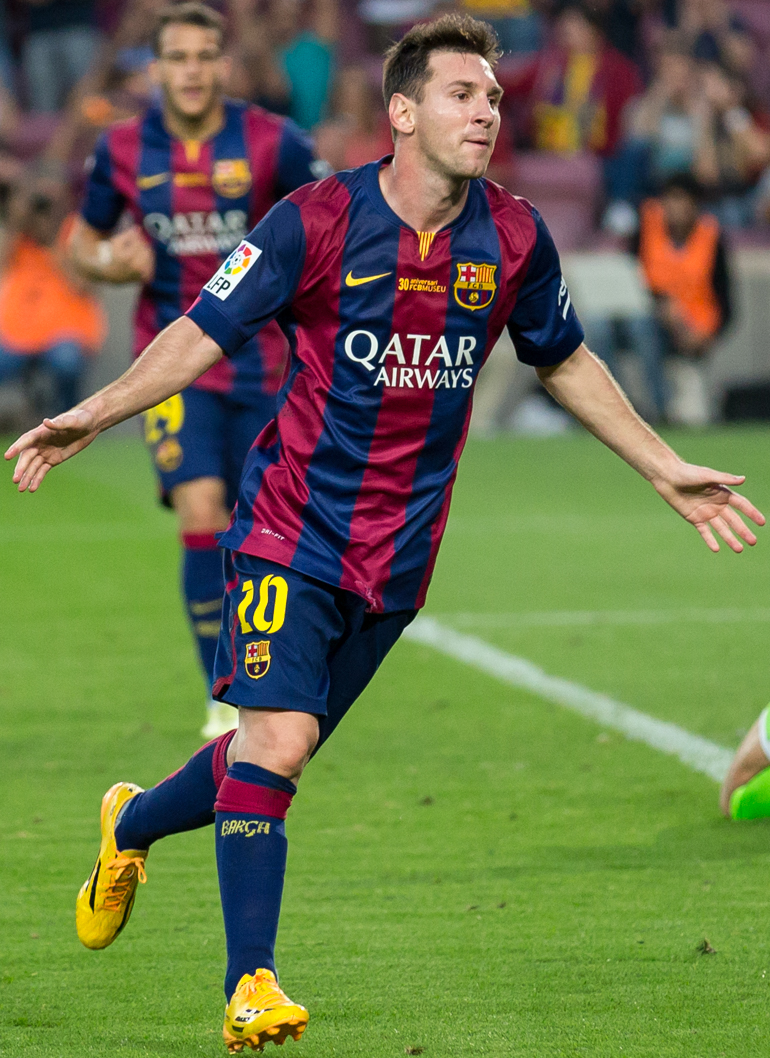
Lionel Messi is de recordhouder van de trofee met zeven verkiezingen.

| Seizoen | Winnaar           | Club         | Tweede            | Club            | Derde          | Club            |
| ------- | ----------------- | ------------ | ----------------- | --------------- | -------------- | --------------- |
| 2007/08 | Raúl              | Real Madrid  | Sergio Agüero     | Atlético Madrid | Iker Casillas  | Real Madrid     |
| 2008/09 | Lionel Messi      | FC Barcelona | Andrés Iniesta    | FC Barcelona    | Diego Forlán   | Atlético Madrid |
| 2009/10 | Lionel Messi      | FC Barcelona | Cristiano Ronaldo | Real Madrid     | Xavi           | FC Barcelona    |
| 2010/11 | Lionel Messi      | FC Barcelona | Cristiano Ronaldo | Real Madrid     | Xavi           | FC Barcelona    |
| 2011/12 | Cristiano Ronaldo | Real Madrid  | Lionel Messi      | FC Barcelona    | Andrés Iniesta | FC Barcelona    |
| 2012/13 | Cristiano Ronaldo | Real Madrid  | Lionel Messi      | FC Barcelona    | Andrés Iniesta | FC Barcelona    |
| 2013/14 | Cristiano Ronaldo | Real Madrid  | Diego Costa       | Atlético Madrid | Lionel Messi   | FC Barcelona    |
| 2014/15 | Lionel Messi      | FC Barcelona | Cristiano Ronaldo | Real Madrid     |                |                 |
| 2015/16 | Cristiano Ronaldo | Real Madrid  |                   |                 |                |                 |
| 2016/17 | Lionel Messi      | FC Barcelona |                   |                 |                |                 |
| 2017/18 | Lionel Messi      | FC Barcelona |                   |                 |                |                 |
| 2018/19 | Lionel Messi      | FC Barcelona |                   |                 |                |                 |
| 2019/20 | Karim Benzema     | Real Madrid  |                   |                 |                |                 |